# 空手道推進議員連盟
空手道推進議員連盟（からてどうすいしんぎいんれんめい）は、2014年6月に自由民主党内に結成された議員連盟。
空手の普及発展、2020年東京オリンピック・パラリンピックにおける空手の正式種目入りを目標とする。このうち、後者については2016年に正式種目となることが決定している。

## 所属議員（2014年9月26日時点 109名）[4]
- 最高顧問　高村正彦
- 最高顧問　石破茂
- 会長　菅義偉
- 幹事長　竹下亘
- 事務局長　佐藤正久
- 事務局次長　笹川博義

- あかま二郎　		衆議院議員	神奈川14
- 秋元司　		衆議院議員	(比)東京
- 秋本真利　		衆議院議員	千葉9
- 穴見陽一　		衆議院議員	大分1
- 石原宏高　		衆議院議員	東京3
- 稲田朋美　		衆議院議員	福井1
- 井野俊郎　		衆議院議員	群馬2
- 猪口邦子　		参議院議員	千葉
- 井林辰憲　		衆議院議員	静岡2
- 井原巧　		参議院議員	愛媛
- 今枝宗一郎　		衆議院議員	愛知14
- 宇都隆史　		参議院議員	比例
- 遠藤利明　		衆議院議員	山形1
- 大岡敏孝　		衆議院議員	滋賀1
- 大西英男　		衆議院議員	東京16
- 大見正　		衆議院議員	愛知13
- 小此木八郎　		衆議院議員	神奈川3
- 小渕優子　		衆議院議員	群馬5
- 梶山弘志　		衆議院議員	茨城4
- 片山さつき　		参議院議員	比例
- 勝沼栄明　		衆議院議員	(比)北海道　（2017年落選）
- 加藤寛治　		衆議院議員	長崎2
- 金子万寿夫　		衆議院議員	鹿児島2
- 金子恭之　		衆議院議員	熊本5
- 金田勝年　		衆議院議員	秋田2
- 神山佐市　		衆議院議員	埼玉7
- 亀岡偉民　		衆議院議員	福島1
- 河井克行　		衆議院議員	広島3
- 黄川田仁志　		衆議院議員	埼玉3
- 岸信夫　		衆議院議員	山口2
- 北村誠吾　		衆議院議員	長崎4
- 北村経夫　		参議院議員	比例
- 木原誠二　		衆議院議員	東京20
- 木村義雄　		参議院議員	比例
- 國場幸之助　		衆議院議員	沖縄1
- 小坂憲次　		参議院議員	比例
- 後藤茂之　		衆議院議員	長野4
- 後藤田正純　		衆議院議員	徳島3
- 小林鷹之　		衆議院議員	千葉2
- 小林史明　		衆議院議員	広島7
- 小松裕　		衆議院議員	(比)北陸信越
- 坂井学　		衆議院議員	神奈川5
- 櫻田義孝　		衆議院議員	千葉8
- 佐田玄一郎　		衆議院議員	群馬1
- 左藤章　		衆議院議員	大阪2
- 山東昭子　		参議院議員	比例
- 塩崎恭久　		衆議院議員	愛媛1
- 塩谷立　		衆議院議員	静岡8
- 柴山昌彦　		衆議院議員	埼玉8
- 島尻安伊子　		参議院議員	沖縄
- 島田佳和　		衆議院議員	(比)東海
- 島村大　		参議院議員	神奈川
- 白石徹　		衆議院議員	愛媛3
- 新藤義孝　		衆議院議員	埼玉2
- 菅原一秀　		衆議院議員	東京9
- 鈴木馨祐　		衆議院議員	神奈川7
- 関芳弘　		衆議院議員	兵庫3
- 瀬戸隆一　		衆議院議員	(比)四国
- 平将明　		衆議院議員	東京4
- 高市早苗　		衆議院議員	奈良2
- 高木宏壽　		衆議院議員	北海道3　（2017年落選）
- 高鳥修一　		衆議院議員	新潟6
- 滝波宏文　		参議院議員	福井
- 武見敬三　		参議院議員	東京
- 武村展英　		衆議院議員	滋賀3
- 竹本直一　		衆議院議員	(比)近畿
- 田中和徳　		衆議院議員	神奈川10
- 田中英之　		衆議院議員	京都4
- 田中良生　		衆議院議員	埼玉15
- とかしきなおみ　	衆議院議員	大阪7
- 豊田真由子　		衆議院議員	埼玉4　（2017年落選）
- 中谷真一　		衆議院議員	(比)南関東
- 西村明宏　		衆議院議員	宮城3
- 西銘恒三郎　		衆議院議員	沖縄4
- 萩生田光一　		衆議院議員	東京24
- 橋本岳　		衆議院議員	岡山4
- 浜田靖一　		衆議院議員	千葉12
- 比嘉奈津美　		衆議院議員	沖縄3
- 平井たくや　		衆議院議員	香川1
- 平沢勝栄　		衆議院議員	東京17
- 藤井比早之　		衆議院議員	兵庫4
- 船田元　		衆議院議員	栃木1
- 星野剛士　		衆議院議員	神奈川12
- 細田健一　		衆議院議員	新潟2
- 堀井学　		衆議院議員	北海道9
- 牧原秀樹　		衆議院議員	(比)北関東
- 三原朝彦　		衆議院議員	福岡9
- 三宅伸吾　		参議院議員	香川
- 宮崎謙介　		衆議院議員	京都3　（2016年議員辞職）
- 宮崎政久　		衆議院議員	(比)九州
- 宮澤博行　		衆議院議員	静岡3
- 務台俊介　		衆議院議員	長野2
- 武藤容治　	衆議院議員	岐阜3
- 村上誠一郎　		衆議院議員	愛媛2
- 山口泰明　		衆議院議員	埼玉10
- 山本一太　		参議院議員	群馬　（2019年群馬県知事選挙にて当選）
- 山本幸三　		衆議院議員	福岡10
- 山本ともひろ　		衆議院議員	(比)南関東
- 吉川貴盛　		衆議院議員	北海道2
- 吉川赳　		衆議院議員	(比)東海
- 吉田博美　		参議院議員	長野
- 若宮健嗣　		衆議院議員	東京5
- 渡辺博道　		衆議院議員	千葉6